# Körmöcliget
Körmöcliget (szlovákul: Veterník) Körmöcbánya városrésze Szlovákiában, a Besztercebányai kerület Garamszentkereszti járásában.

## Fekvése
Körmöcbánya központjától délkeletre, a Tormáskert felé vivő út mentén található.

## Története
Bars vármegye monográfiája így ír róla: „Körmöczliget, Körmöczbánya mellett fekvő német és tót kisközség, melyben az ág. h. evangelikus vallású németek vannak többségben. A lakosok száma 301. Nagy Lajos király e községet 1382-ben kiállított adománylevelével a körmöczbányai szegények házának adományozza. Akkoriban német telepes község és Legentl volt a neve, mely később Legendl lett, azután pedig Veternik tót nevet is kapott. Templom a községben nincsen. Postája, távirója és vasúti állomása Körmöczbánya."
1920-ig Bars vármegye Garamszentkereszti járásához tartozott.